# 陶淡
陶淡（？—504年？，或作陶澹），字处静，鄱阳人，笃信道教。祖父是晋朝太尉陶侃，父亲是陶夏，陶潜（陶渊明）是他的堂侄。

## 生平
陶淡年幼丧父，但家庭富有。喜好道家的导引养生术，追求长生仙道。十五六岁时即服食绝谷，好读《易经》，善于占卜 。在长沙临湘山中养白鹿白鹤相伴，结庐居住。后来州县要推举他为秀才，他就隐居于罗县埤山专心修养，埤山或为今天长沙汨罗交界处的隐居山（或称隐珠山，影珠山），或为玉池山白鹤洞。

## 身后
传南北朝梁天监三年（504年）陶淡与侄子陶烜（字太仁，又作陶煊  或陶垣   ）同时尸解，肉躯不朽。当地百姓立祠祭祀，民间俗称“陶公庙”，千年以来香火旺盛。
因祈雨与保護危城灵验，咸丰二年（1852年）清朝廷封陶淡为孚佑真人，陶烜为福佑真人；同治十一年（1872年）又加封“昭显”“灵应”、陶淡为“孚佑昭顯陶真人”，陶烜为“福佑靈應陶真人”，并将陶公庙祭祀列入了礼部的春秋祭祀名单。

## 引用
1. 1 2 3   郭嵩焘. .
2. 1 2    二百二十三. : 40.
3. ↑   张松辉. . 湖南师范大学出版社. 1996: 60.
4. ↑   汨罗市志编纂委员会 (编).  1978-2008. 北京: 方志出版社. 2016-09. ISBN 9787514420968 （中文（中国大陆））.
5. 1 2  .   [2018-06-27]. （原始内容存档于2017-10-02）.
6. ↑  .   [2018-06-27]. （原始内容存档于2018-06-28）.
7. ↑  .   [2018-06-27]. （原始内容存档于2018-06-28）.
8. ↑   (PDF).   [2018-06-28]. （原始内容 (PDF)存档于2015-01-02）.
9. ↑  .   [2018-06-27]. （原始内容存档于2018-06-28）.

## 延伸阅读
[在维基数据编辑]
 《晉書·卷094》，出自房玄齡《晉書》
 《書陶淡傳》